# Turbo Pascal
Turbo Pascal – jedna z popularniejszych implementacji kompilatorów języka Pascal, zintegrowane środowisko programistyczne, produkt firmy Borland International dla procesorów Z80 (system CP/M) oraz rodziny Intel x86 i nowszych. Obecnie nie jest już rozwijany. Następcą Turbo Pascala jest środowisko programistyczne Delphi.

## Historia

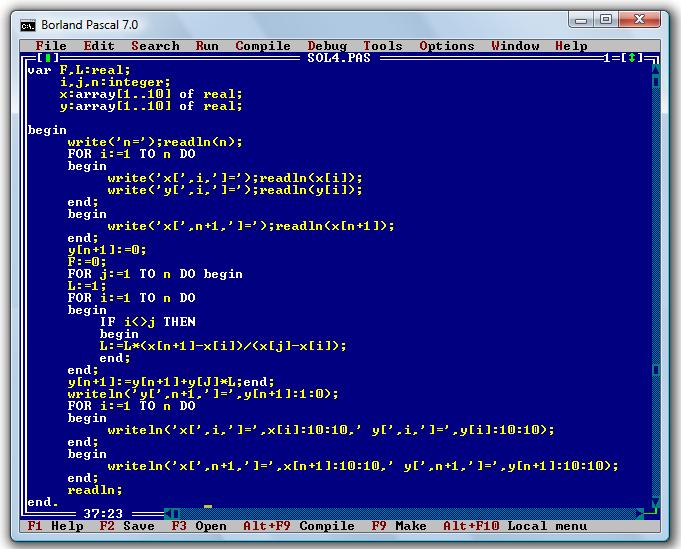
Borland Pascal 7.0

- wersja 1.0 środowiska Turbo Pascal została wprowadzona na rynek w 1983 roku;
- wersja 4.0 ukazała się w XI 1987 r. i wprowadziła pojęcie modułu i kompilacji warunkowej;
- w roku 1988 pojawiła się wersja 5.0 (wśród nowości znalazły się typy proceduralne i funkcyjne - jako zapowiedź skierowania produktu w stronę obiektowości oraz możliwość debugowania kodu źródłowego);
- wersja 5.5 wprowadziła nowy, rewolucyjny w odniesieniu do języka Pascal typ danych: typ obiektowy;
- wersja 6.0 wprowadziła okienkową, pracującą na zdarzeniach i obsługującą myszkę bibliotekę Turbo Vision. Samo środowisko również było zaprogramowane w tej bibliotece;
- ostatnia wersja języka Turbo Pascal nosi nazwę Turbo Pascal 7.0 (wersja bardziej rozbudowana, pozwalając na tworzenie programów również dla 16-bitowego Windows – Borland Pascal) i została wprowadzona w 1992 roku. Turbo Pascal nie jest rozwijany.

Następcą Turbo Pascala stał się w 1995 r. Borland Delphi 1.0 wraz z językiem Object Pascal. W wersji tej porzucono możliwość tworzenia programów dla DOS i 16-bitowego Windows, pozwalając budować aplikacje wyłącznie dla systemu 32-bitowego Windows.

## Niektóre własności
- Nazwy zmiennych nie są wrażliwe na wielkość liter.
- Komentarze są otwierane i zamykane { jak ten } lub (* jak ten *), przy czym nie można zagnieżdżać komentarzy tego samego typu (np. konstrukcje { { } } jest poprawne, (* { } *) również).
- Słowo kluczowe uses deklaruje użycie modułów.
- Moduły zawierają kody źródłowe (deklaracje i definicje) lub tylko interfejsy do modułów już wcześniej skompilowanych (tzw. plików obiektowych). Określają one funkcje, zmienne, stałe, procedury i inne elementy języka pogrupowane w funkcjonalne pakiety. Przykładowe moduły języka udostępnione przez producenta: system, crt, dos, graph, printer, overlay.

Przykład
Wczytanie tekstu i wyświetlenie go na ekranie:
```
program
 
WypiszImie
;

var

  
Imie
:
 
String
;
 
{ deklaracja zmiennej typu łańcuchowego }

begin

  
WriteLn
(
'Jak masz na imię?'
)
;
 
{ wypisanie komunikatu zachęcającego do interakcji }

  
ReadLn
(
Imie
)
;
 
{ wczytanie łańcucha znaków (zakończenie wprowadzania: Enter) do zmiennej }

  
WriteLn
(
Imie
,
 
'... piękne imię!'
)
;
 
{ wypisanie komunikatu zawierającego wprowadzone dane }

end
.

```